# Shakopee, Minnesota
Shakopee, Minnesota là một thành phố và quận lỵ của quận Scott thuộc tiểu bang Minnesota, Hoa Kỳ. Thành phố có diện tích 73,7  km² với diện tích mặt nước là 3,8  km², dân số theo ước tính năm 2000 của Cục điều tra dân số Hoa Kỳ thành phố là 33.460 người, dân số của vùng đô thị theo ước tính là 3,5 triệu người.

## Giới thiệu
Shakopee (/ ˈʃɑːkəpiː / SHAH-kə-pee) là một thành phố ở và quận lỵ quận Scott, Minnesota. Nó nằm ở phía tây nam của trung tâm thành phố Minneapolis. Nằm trên bờ phía nam của sông Minnesota, Shakopee và các vùng ngoại ô lân cận bao gồm phần phía tây nam của Minneapolis-Saint Paul, khu vực đô thị lớn thứ mười sáu ở Hoa Kỳ, với 3,3 triệu người. Dân số của Shakopee là 37.076 trong cuộc điều tra dân số năm 2010. [5]
Khu Lịch sử Shakopee của ngân hàng sông có chứa các gò chôn cất được xây dựng bởi nền văn hóa thời tiền sử. Trong thế kỷ 18, Trưởng Shakopee của Mdewakanton Dakota đã thành lập làng của mình ở cuối phía đông của khu vực này gần nước. Giao dịch dẫn đến thành lập của thành phố vào thế kỷ 19. Shakopee bùng nổ như một trang web trao đổi thương mại giữa sông và đường sắt tại Murphy's Landing.
Khi một thành phố bị cô lập ở Thung lũng sông Minnesota, vào những năm 1960, nền kinh tế của Shakopee gắn liền với khu vực đô thị mở rộng. Tăng trưởng đáng kể khi cộng đồng phòng ngủ xảy ra sau khi Quốc lộ Hoa Kỳ 169 được thiết kế lại vào năm 1996 về phía Cầu Phà Bloomington mới.

## Lịch sử
Burial mounds dọc theo bờ sông Minnesota, nằm trong Công viên Tưởng niệm Cựu chiến binh ngày nay, đã có từ 500 đến 2.000 năm tuổi. [6]
Sau khi di cư Dakota từ hồ Mille Lacs trong thế kỷ 17, một số ban nhạc của Mdewakanton Dakota định cư dọc theo sông Minnesota. Họ tiếp tục truyền thống xây dựng gò đất. Một trong những ban nhạc này đã được lãnh đạo vào thế kỷ 18 bởi Trưởng Shakopee đầu tiên. Bản gốc Shakopee có được tên của anh ta khi vợ anh ta, White Buffalo Woman, sinh ra những chàng trai sextuplet. Shakopee có nghĩa là "sáu." Các quốc gia Ojibwa bắt đầu đẩy vào lãnh thổ Dakota và báo cáo ban nhạc của Shakopee skirmished năm 1768 và 1775. [7] Shakopee qua đời vào năm 1827 tại Fort Snelling.
Người đàn ông thứ hai được đặt tên là Trưởng Shakopee là con nuôi Ojibwa đã được nhận nuôi của ông, Eaglehead (sinh năm 1794-1857), một đứa con trai sinh đôi với Ozaawindib, hoặc "Người da vàng". Ozaawindib đưa đứa con trai này cho Dakota, khi ông có một người khác để đảm nhận vai trò của người phụ trách. Nhà thám hiểm Joseph Nicollet ghi nhận rằng Eaglehead đã được chọn vào năm 1838 để lãnh đạo ban nhạc và giả sử tên của cha mình. [8]
Vào thời điểm này, Nicollet gọi làng "Làng Sáu," một làng Dakota vĩnh viễn ở phía nam của dòng sông, đóng vai trò như một ranh giới với Ojibwa. Tuy nhiên, các sử gia từ đó đã nằm ở phía đông của trung tâm thành phố hiện tại. [7] [8] Ông lưu ý làng và địa phương thường được gọi là "làng của đồng cỏ" (được xuất bản dưới dạng tinta ottonwe). Ban nhạc Shakopee sống trong những căn nhà nghỉ bằng gỗ mùa hè và những chiếc đinh mùa đông. Họ theo dõi những thay đổi của mùa khi họ trồng cánh đồng ngô của họ. [7]
Theo Hiệp ước Traverse des Sioux, Skogey Tribe nhượng bộ vào năm 1851 và nhiều người chuyển đến làng trưởng của Shakopee II. Những người sau này đã di chuyển về phía nam đến những gì sau này được giao cho họ như là Shakopee-Mdewakanton Indian Reservation hiện tại ở gần hồ Prior Lake. [9] Ban nhạc đã tăng lên 400 người. Lãnh đạo của nó được truyền cho con trai của Shakopee II là Eatoka (sinh năm 1811-1865). Ông được gọi là Shakpedan (Little Shakopee / Little Six) vào cái chết của cha mình. [10]
Sau Chiến tranh Dakota năm 1862, khi các chiến binh của ông giết khoảng 800 người châu Âu gốc Hoa Kỳ trong nỗ lực lấy lại vùng đất của họ, Shakpedan nằm trong số gần 40 người bị treo tại Fort Snelling năm 1865 trong cuộc hành quyết lớn nhất được quân đội Mỹ biết đến. ]
Con cháu của Mdewakanton Dakota đặt 572 mẫu Anh (2,31 km2) đất Shakopee vào lòng tin đất bộ lạc với Bộ Nội vụ vào năm 2003. [11]
Trong khi đó, vào năm 1851, Thomas A. Holmes thành lập một trạm kinh doanh ở phía tây Dakota và vỗ về làng Shakopee vào năm 1854, được đặt tên theo Trưởng Shakopee II. [10] Thành phố nhanh chóng tăng trưởng, kết hợp vào năm 1857. Nó đầu hàng điều lệ của nó vào năm 1861 do xung đột trong chiến tranh Dakota. Khi căng thẳng được dỡ bỏ, thành phố đã kết hợp lại vào năm 1870. Cuối phía tây còn lại trong tình trạng thị trấn và được đổi tên thành Jackson Township, Minnesota năm 1861, có khả năng là sau khi Tổng thống Andrew Jackson. [10]

## Giáo dục
Các Trường Công Lập Shakopee bao gồm năm trường tiểu học, một Trung Tâm Lớp Sáu (Đóng cửa vào ngày 30 tháng 5 năm 2018), hai trường trung học cơ sở và một trường trung học phổ thông. Các trường học là:
- Shakopee Senior High
- Shakopee West Junior High
- Shakopee East Junior High
- Pearson Sixth Grade Center (Closed as of May 30th, 2018)
- Red Oak Elementary
- Sun Path Elementary
- Sweeney Elementary
- Eagle Creek Elementary
- Jackson Elementary